# یارعزیز
یارعزیز، روستایی از توابع بخش تخت سلیمان شهرستان تکاب در استان آذربایجان غربی ایران است. 

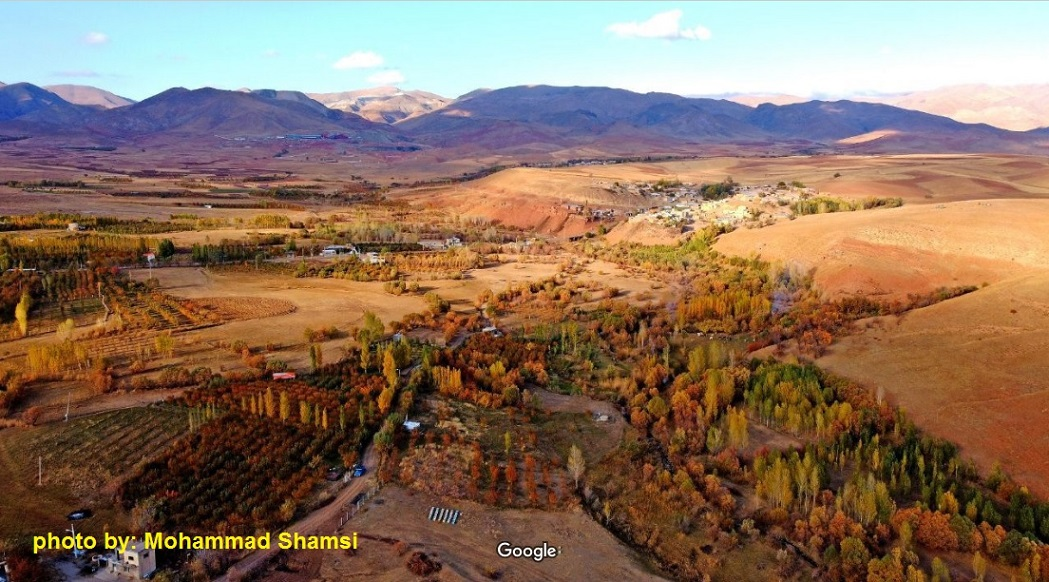

## جمعیت
این روستا در دهستان احمدآباد قرار دارد و براساس سرشماری مرکز آمار ایران در سال ۱۳۹۵، جمعیت آن ۲۹۱ نفر (۶۱ خانوار) بوده‌است. زبان مردم روستای یارعزیز زبان ترکی آذربایجانی است و پیرو مذهب شیعه هستند.

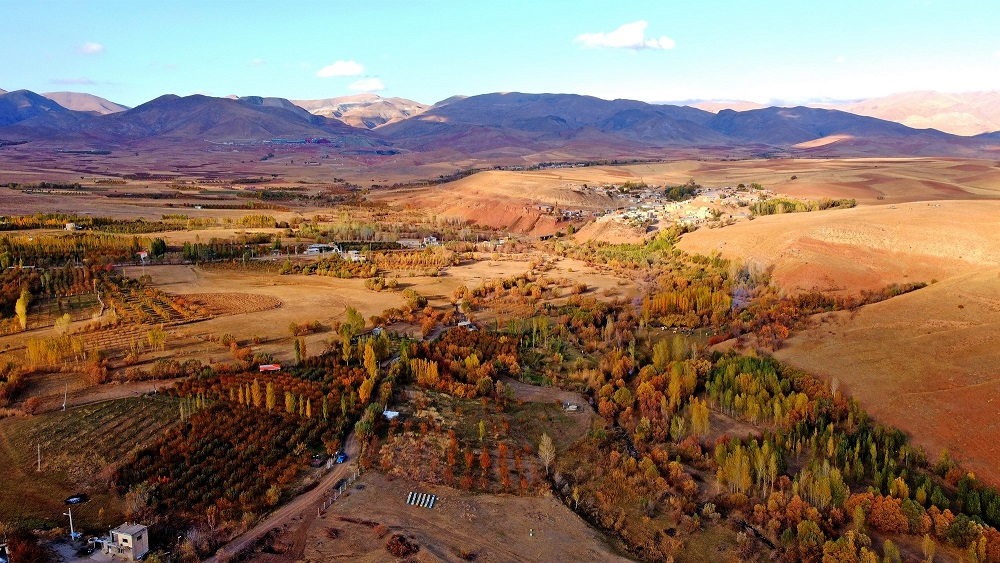

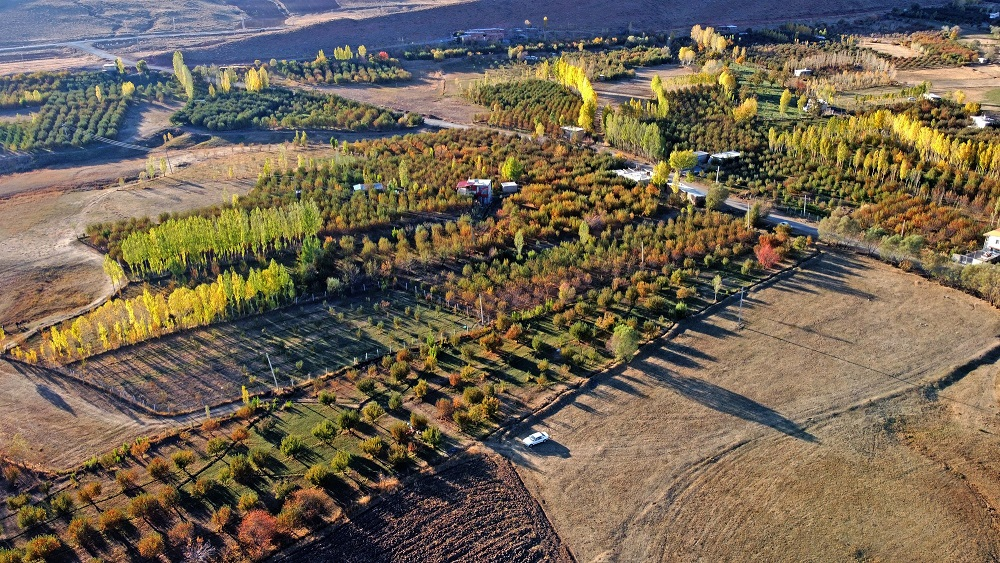

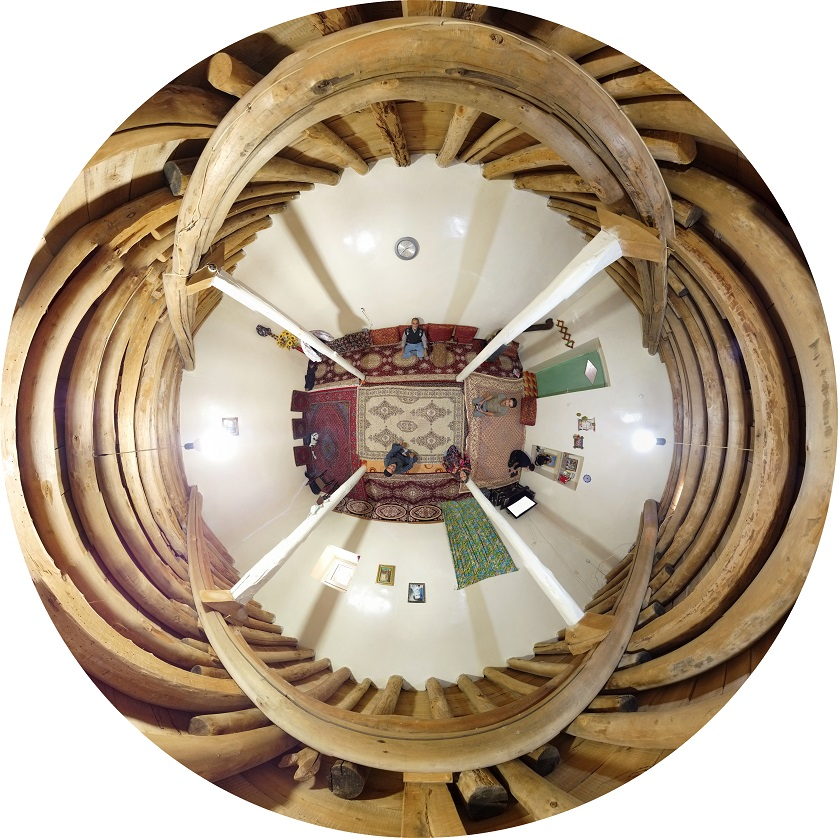

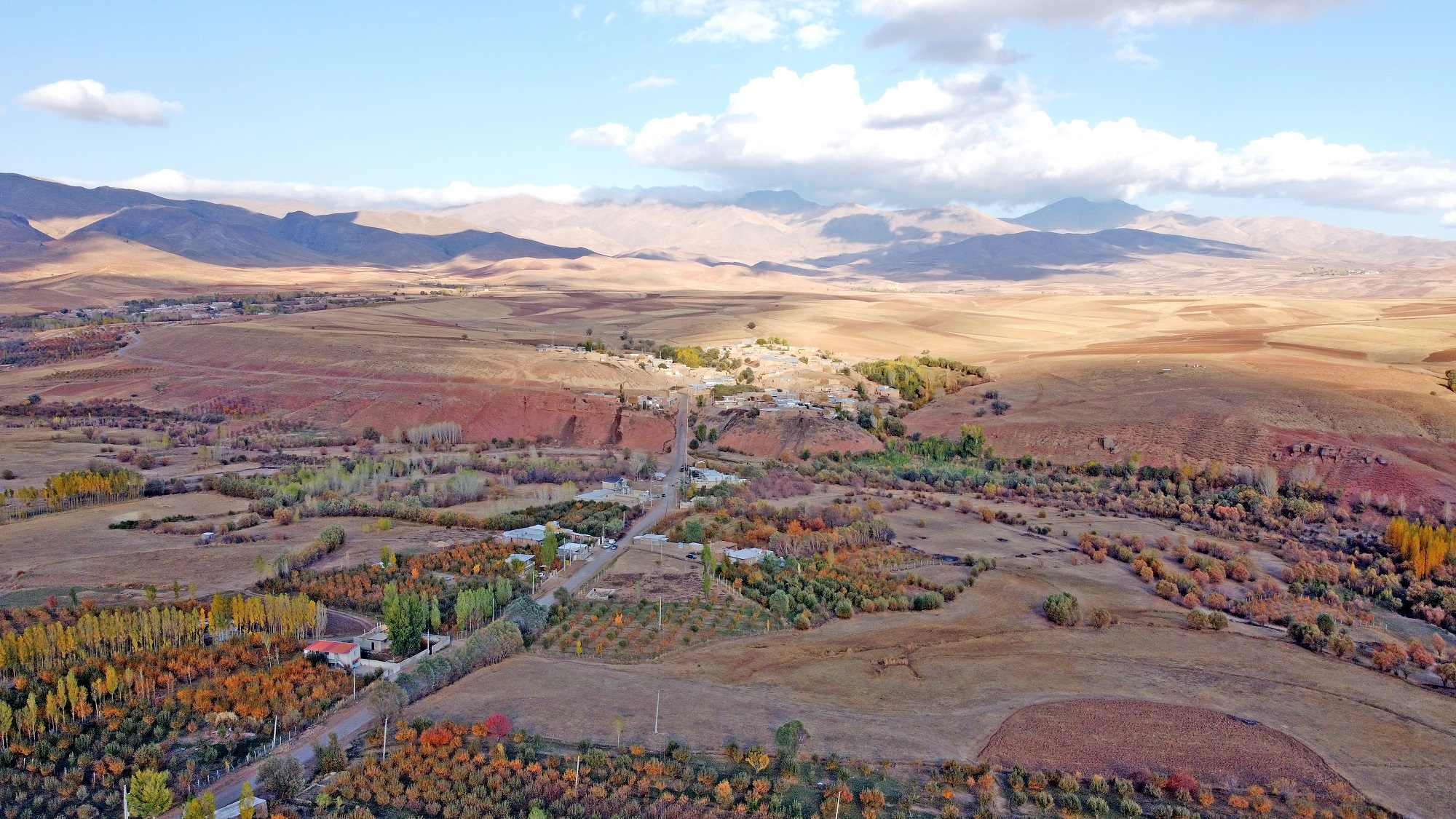

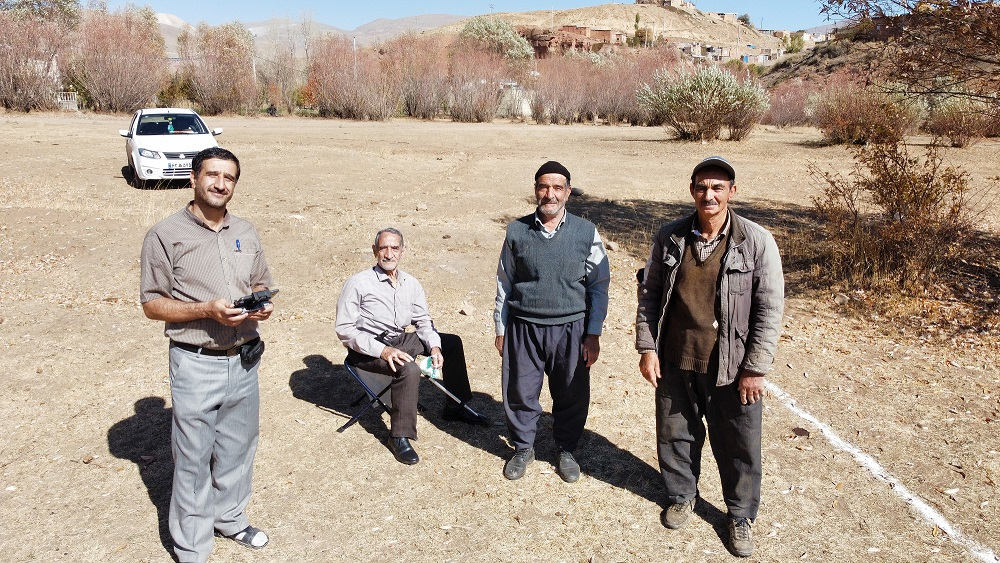

## منابع

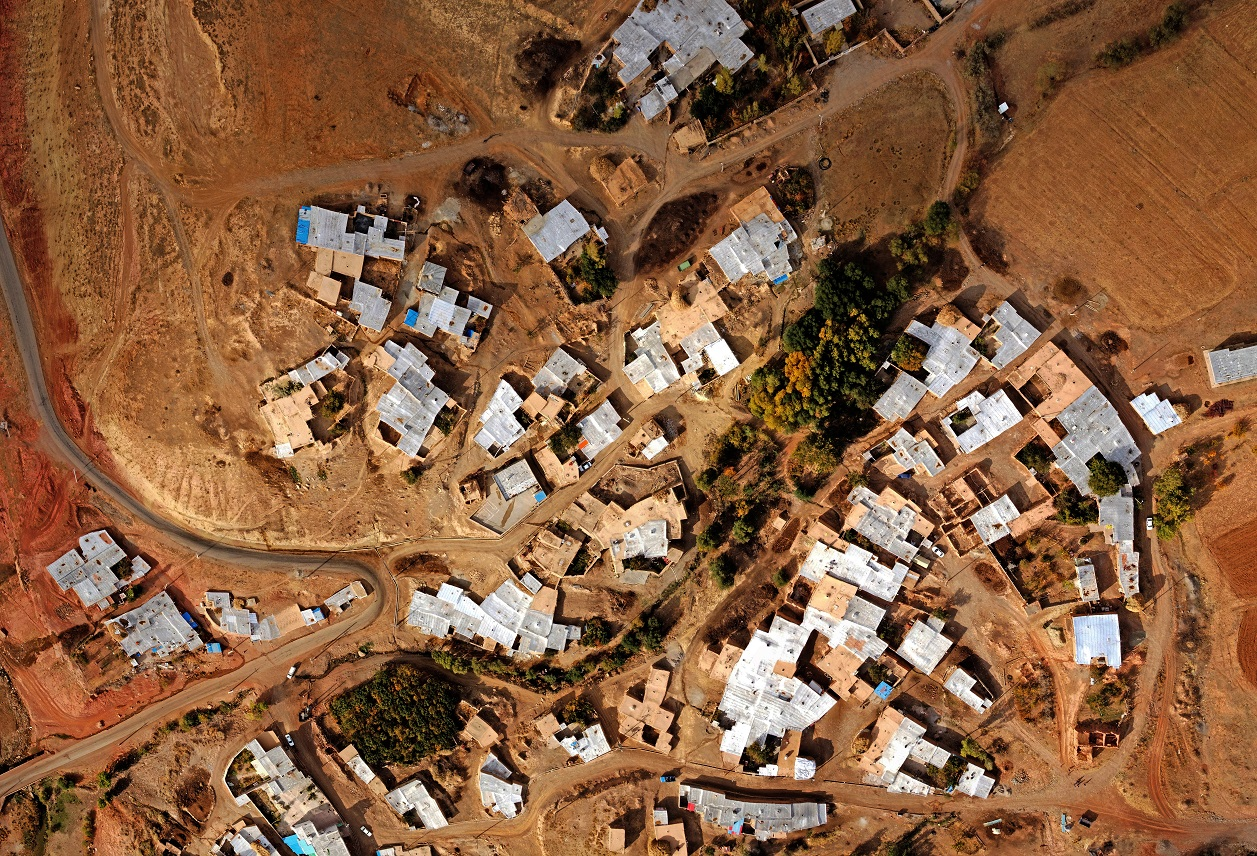